# Fête des bergers d'Aramits
La fête des bergers est une célébration honorant les bergers et qui se déroule dans la vallée de Barétous à Aramits dans les Pyrénées-Atlantiques, région Nouvelle-Aquitaine.
La fête des bergers d'Aramits est inscrite à l'Inventaire du patrimoine culturel immatériel en France dans le cadre des pratiques festives.

## Historique
À la fin de l’été, quand les troupeaux redescendaient des estives, une fête était donnée, appelée la « nuit des bergers ». Elle se résumait à un grand bal dans le village d’Aramits. Cette nuit a cependant été abandonnée pour faire place, en 1980, à la fête que l’on connait aujourd’hui.

## Le déroulement de la fête
La fête des bergers a lieu le troisième week-end de septembre. Deux grands évènements structurent la fête :
- le concours de chiens de bergers : ce concours compte pour le championnat de France de chiens de troupeau ;
- le samedi soir, au cours d’un repas sous chapiteau, des formations s’affrontent sur des chants polyphoniques. Il n’y a pas de concours, simplement la volonté d’animer le repas et de stimuler la pratique de la polyphonie.

Le samedi a également lieu la remise des prix du Comice agricole.
Le dimanche matin, une messe est donnée en plein air.